# Thalassobathia pelagica
Thalassobathia pelagica — вид ошибнеподібних риб родини Bythitidae. Це морський батипелагічний вид, поширений на сході Атлантики від Ісландії та Ірландії до Гвінейської затоки, а також біля берегів Гренландії на глибині 500—1500 м. Тіло завдовжки до 22,1 см. Мешкає у симбіотичних відносини з медузою Stygiomedusa gigantean (Drazen and Robinson, 2004).